# .375 Winchester
.375 Winchester модернізована версія набою .38-55 Winchester з димним порохом 1884 року. Його представили в 1978 році разом з важільною гвинтівкою Winchester Model 94 “Big Bore”.
Хоча набій дуже схожий на похідний набій .38-55, набій .375 має коротшу гільзу більший тиск (50,000 CUP).